# RheinStars Köln
Die RheinStars Köln sind eine Basketball-Spielgemeinschaft, die 2013 von den Köln 99ers und dem MTV Köln gegründet wurde. 2015 wurde auch die Basketballabteilung des ASV Köln eingegliedert. Die 1. Herrenmannschaft spielt in der dritten Liga, die Damenmannschaft in der 1. Regionalliga. Drei Jugendmannschaften spielen in der NBBL, JBBL und WNBL.

## Geschichte
Nachdem im Jahr 2009 die Köln 99ers einen Insolvenzantrag gestellt hatten, gab es seit der Saison 2009/2010 keinen Profi-Basketballverein in Köln. Am 12. Juni 2013 wurde die Kooperation zwischen der SG Köln 99ers und dem MTV Köln zur Basketball-Gemeinschaft RheinStars Köln bekanntgemacht. Zur Gründung wurde das Ziel ausgegeben, innerhalb der nächsten drei bis fünf Jahre wieder eine Bundesligamannschaft im Herrenbereich in Köln zu stellen.
Um dieses Vorhaben angehen zu können, wurde eine GmbH gegründet. Geschäftsführer und Gesellschafter der RheinStars Basketball GmbH wurde Stephan Baeck. Die Spielgemeinschaft wurde mit 606 Mitgliedern zum sechstgrößten Basketballverein in Deutschland (Stand 31. Dezember 2021).

### Saison 2013/14
Zur ersten Saisoneröffnung der Vereinsgeschichte trat die 1. Herren-Mannschaft gegen den Bundesligisten und Euroleague-Teilnehmer FC Bayern München an. Die Bayern gewannen mit einem Endstand von 101:37.
Das Kölner Unternehmen Weinor sagte ein Engagement als Hauptsponsor für drei Jahre zu.
Der ehemalige Bundesligaprofi Johannes Strasser kam von den Artland Dragons nach Köln. Cheftrainer in der Premierensaison war der ehemalige Trainer des MTV Köln, Mario Kyriasoglou.
Am 17. Spieltag erreichten die Herren der RheinStars Köln mit dem 17. Sieg im 17. Spiel bei den ART Giants Düsseldorf den vorzeitigen Aufstieg in die 1. Regionalliga.
Sowohl die Damen als auch die Herren spielten in dieser Saison in Pokalwettbewerben. Die Herren der RheinStars erreichten in der ersten Saison das Pokalendspiel, verloren dort jedoch gegen die BSG Grevenbroich. Die Kölner Damen mussten nach nur einer Saison (vier Siege, 18 Niederlagen) wieder den Gang in die Regionalliga antreten. Für die Jugendmannschaften in der NBBL und JBBL lief die Saison sehr unterschiedlich. In der NBBL zog man nach einer starken Hauptrunde (zehn Siege, vier Niederlagen) als Tabellenzweiter in die Meisterrunde ein. Jedoch schied man in der 1. Runde im Achtelfinale gegen die Baskets Akademie Weser-Ems mit 0:2-Siegen aus. In der JBBL kämpfte der Kölner Nachwuchs nach einer schwachen Hauptrunde (drei Siege, sieben Niederlagen) in der Relegationsrunde gegen den Abstieg. Doch dort holte man in neun Spielen acht Siege und sicherte sich so den vorzeitigen Klassenerhalt.

### Saison 2014/15
Wie in der Saison 13/14 gewannen die RheinStars auch 2014/15 den FC Bayern München für ihre Saisoneröffnung. Da die Sporthalle im Nippeser Tälchen nach nur einem Tag ausverkauft war, entschied man sich dazu, in die Lanxess Arena nach Deutz zu ziehen. Das Spiel endete 97:60 für die Bayern.
Im Dezember 2014 trat Kyriasoglou von seinem Traineramt zurück. Der zuvor als Assistenztrainer tätige Strasser wurde zum Cheftrainer befördert.
Am 28. März 2015 gelang den RheinStars der Aufstieg in die drittklassige ProB.

### Saison 2015/16
Nach Beendigung der Saison 2014/15 ergab sich für die RheinStars aufgrund des Rückzugs der Artland Dragons die Möglichkeit, die ProB zu überspringen und in die ProA aufzusteigen. Die Wildcard wurde am 30. Mai 2015 von der 2. Basketball-Bundesliga erteilt. Voraussetzung war, dass die Crailsheim Merlins eine Teilnahmeberechtigung für die Basketball-Bundesliga bekommen – dieser Fall trat ein. Um die Richtlinien der ProA zu erfüllen, fand in der Saison 15/16 ein Teilumzug in die Lanxess Arena statt. Johannes Strasser legte sein Traineramt zur neuen Saison nieder, um sich auf sein Studium zu konzentrieren. Als neuer Trainer wurde Arne Woltmann verpflichtet. Er war langjähriger Assistent von Chris Fleming bei den Brose Baskets Bamberg. Nachdem man in der Hinrunde auf Playoff-Kurs gewesen war, verschlechterten sich in der Rückrunde die Leistungen und die Saison wurde auf dem zwölften Platz beendet.

### Saison 2016/17
Am 9. März 2017 wurde Cheftrainer Woltmann entlassen. Zum Zeitpunkt der Trennung lagen die Kölner auf dem zehnten Tabellenrang, also keinem Platz, der die Playoff-Teilnahme bedeuten würde. Assistenztrainer Matt Dodson übernahm den Posten, als sein Assistent wurde der frühere Cheftrainer Johannes Strasser eingesetzt. Dodson führte die Kölner als Tabellenachter der Punktrunde in die Playoffs, wo sie in der ersten Runde (Viertelfinale) aber deutlich dem Mitteldeutschen BC (0:3) unterlagen.

### Saison 2017/18
Zur neuen Saison wurde der ehemalige Nationalspieler Denis Wucherer als neuer Cheftrainer der Kölner vorgestellt, Interimstrainer Dodson rückte auf den Assistentenposten zurück. Zuvor war Wucherer als Cheftrainer für die sportlichen Geschicke der Gießen 46ers verantwortlich gewesen und führte diese 2015 zum Aufstieg in die Basketball-Bundesliga. Mit Wucherers Verpflichtung verbanden die Kölner eine klare Zielsetzung: Der neue Trainer „soll die RheinStars aus der 2. Basketball-Bundesliga ProA ins Oberhaus führen“, hieß es in der zugehörigen Meldung des Vereins. Die Umsetzung dieses Ziels gelang nicht. In der Saison 2017/18 erreichten die Kölner als Tabellenvierter die Playoffs, mussten sich aber bereits in der ersten Runde deutlich Karlsruhe geschlagen geben. Anfang Mai 2018 wurde Wucherers Abschied nach nur einem Jahr vermeldet, den Trainer zog es in die Bundesliga zurück.
Ebenfalls im Mai 2018 gaben die RheinStars ihren Rückzug in die 2. Bundesliga ProB bekannt. „Die Austragung unserer Spiele in der Lanxess Arena hat den Etat für eine ProA-Mannschaft in den vergangenen Jahren unverhältnismäßig stark belastet. Eine Alternative zu der Lanxess Arena gibt es aber aufgrund der für die 2. Liga notwendigen Mindestkapazität von 1.500 Zuschauern in Köln nicht, so dass wir uns für die ProB entschieden haben“, begründete die Geschäftsführung diesen Schritt. Gleichzeitig wurde betont, dass die Basketball-Bundesliga als Zielsetzung beibehalten werde.

### Saison 2018/19
Mitte Mai 2018 wurde Co-Trainer Dodson abermals zum Cheftrainer befördert. Die Kölner stiegen im Spieljahr 2018/19 als Tabellenletzter der Südstaffel der 2. Bundesliga ProB sowie der anschließenden Abstiegsrunde aus der dritthöchsten deutschen Liga ab. Zum Verpassen des Klassenerhalts hatten unter anderem zahlreiche Verletzungen beigetragen.

### Saison 2019/20
Johannes Strasser kehrte nach dem Abstieg in die 1. Regionalliga auf den Trainerposten zurück und löste den Australier Dodson ab. Im August 2019 gaben die Spitzen des RheinStars e. V. sowie der RheinStars Basketball GmbH das Vorhaben bekannt, eine ehemalige Tennishalle im Stadtteil Bickendorf zu einer Basketballtrainingsstätte, unter anderem mit fünf Spielfeldern, Kraft- und Physiotherapieräumen sowie Geschäftsstellen für die Vereins- und GmbH-Verwaltung, umzubauen. Eigentümer der Halle wurde die RheinStars Basketball GmbH. Als Ziel wurde ausgegeben, die Halle zu einem Kölner Basketballzentrum und einer „Brutstätte für einen hochwertigen Profibereich“ zu entwickeln. Mitte März 2020 wurde die Saison in der 1. Regionalliga West wegen der Ausbreitung des Coronavirus SARS-CoV-2 vorzeitig abgebrochen. Die mit 23 Siegen und zwei Niederlagen an erster Tabellenstelle stehenden Kölner waren damit Meister und hatten das sportliche Aufstiegsrecht in die 2. Bundesliga ProB erworben. Beste Korbschützen der Kölner Mannschaft 2019/20 waren Tibor Taras (20,8 Punkte/Spiel) und der US-Amerikaner Vincent Golson (14,4 Punkte/Spiel).

### Saison 2020/21
Anfang Juli 2020 wurde den RheinStars die Teilnahmeerlaubnis für die 2. Bundesliga ProB erteilt. Nach dem Ende des Spieljahres, in dem Köln von großen Verletzungssorgen geplagt war und Tabellenneunter der 2. Bundesliga ProB Nord wurde, gab Johannes Strasser sein Traineramt aus beruflichen Gründen ab.

### Saison 2021/22
Im Juni 2021 trat der US-Amerikaner Simon Cote seinen Dienst als Kölner Cheftrainer an. Die Mannschaft stand mit drei Siegen und 13 Niederlagen auf dem vorletzten Tabellenplatz der Nordstaffel der 2. Bundesliga ProB, als Cote im Februar 2022 entlassen wurde. Geschäftsführer Stephan Baeck übernahm daraufhin zusätzlich das Traineramt. Am Ende des Spieljahres 2021/22 stand der Abstieg in die Regionalliga.
Dank der Aufstockung der Liga blieben die Kölner jedoch in der 2. Bundesliga ProB.

### Saison 2022/23
Mit einer ausgeglichenen Bilanz von zwölf Siegen und zwölf Niederlagen zogen die Kölner als Tabellensechster ins Achtelfinale ein, in dem sie gegen Frankfurt II ausschieden. Der für Köln spielende Kanadier Ali Sow war mit 23,4 Punkten je Begegnung der zweitbeste Korbschütze der Liga. Die U16-Mannschaft des Vereins erreichte beim Schlussturnier der Jugend-Basketball-Bundesliga (JBBL) den dritten Platz, Trainer Zoran Kukić wurde als bester JBBL-Trainer der Saison und Kölns Davi Remagen als Spieler des Jahres ausgezeichnet.

### Saison 2023/24
Die Hauptrunde der Nordstaffel der 2. Bundesliga ProB schlossen die Kölner als Tabellenführer ab. Anschließend zog die Mannschaft in die Endspiele ein, die gegen Rhöndorf verloren wurden. Als ProB-Zweiter hatte Köln dennoch den sportlichen Aufstieg geschafft. Da allerdings keine Spielstätte vorhanden war, die den Mindestanforderungen der 2. Bundesliga ProA entsprach, wurde dem Verein die Teilnahme an der zweithöchsten deutschen Spielklasse verweigert. Es war zuvor zeitweise erwogen worden, die Heimspiele in einer anderen Stadt auszutragen. Die Kölner legten gegen die Entscheidung, ihnen die Zweitligateilnahme nicht zu genehmigen, Einspruch ein. Die Liga wies den Einspruch zurück, Rechtsmittel legte Köln gegen diesen Entscheid nicht ein.

### Saison 2024/25
Man wurde diesmal der Südstaffel der 2. Bundesliga ProB zugeordnet. 19 Siege gelangen den Kölner während der Hauptrunde, sieben Spiele gingen verloren. Das war die zweitbeste Bilanz aller Teilnehmer an der 2. Bundesliga ProB Süd. Als Tabellenzweiter traf man im Achtelfinale auf den Siebten der Nordstaffel, SSV Lokomotive Bernau. Das Heimspiel verloren die Kölner deutlich (56:88), auch das Auswärtsspiel in Brandenburg endete in einer Kölner Niederlage (79:91), womit die Saison beendet war. Noch vor den beiden Duellen mit Bernau hatte Kölns Trainer und Geschäftsführer Baeck davon gesprochen, „Schritt für Schritt“ gehen zu wollen, „um am Ende unser großes Ziel zu erreichen, die Rückkehr in die ProA nach dem Rückzug vor sieben Jahren“.

### Saison 2025/26
Die Kölner bewarben sich trotz fehlender sportlicher Qualifikation für einen Startplatz in der 2. Bundesliga ProA und erhielten im Juni 2025 als Nachrücker den Zuschlag, kehrten somit in die zweithöchste deutsche Spielklasse zurück. Tibor Taraš wurde im Sommer 2025 als Geschäftsführer mit Aufgabenbereich Finanzen und Organisation eingestellt. Gleichzeitig schied Marc-Thilo Schott als Geschäftsführer aus, während Stephan Baeck als Geschäftsführer Sport im Amt blieb.

## Herren-Kader 2021/22
| Spieler | Spieler            | Spieler                    | Spieler    | Spieler | Spieler | Spieler                               |
| Nr.     | Nat.               | Name                       | Geburt     | Größe   | Info    | Letzter Verein                        |
| ------- | ------------------ | -------------------------- | ---------- | ------- | ------- | ------------------------------------- |
| 2       | Vereinigte Staaten | Vincent Lamont Golson Jr   | 12.02.1994 | 1,73 m  | (C)     | Cal State Dominguez Hills             |
| 0       | Deutschland        | Andrej Mangold             | 14.01.1987 | 1,91 m  |         | Fraport Skyliners                     |
| 33      | Deutschland        | John Joseph Saigge         | 09.03.2001 | 1,81 m  |         | Cuxhaven Baskets/Eisbären Bremerhaven |
| 30      | Deutschland        | Marley Jean-Louis          | 07.01.1994 | 1,88 m  |         | EPG Baskets Koblenz                   |
| 6       | Deutschland        | Darius Pervan              | 16.06.2003 | 1,95 m  |         | Telekom Baskets Bonn                  |
| 10      | Deutschland        | Ay-Keen Richardson         | 15.01.2002 | 1,98 m  |         | Eintracht Frankfurt/Fraport Skyliners |
| 22      | Deutschland        | Valentin Blass             | 17.04.1995 | 1,98 m  |         | Bayer Giants Leverkusen               |
| 7       | Deutschland        | Thomas Michel              | 09.02.1995 | 2,00 m  |         | Dragons Rhöndorf                      |
| 24      | Frankreich         | Ron Mvouika                | 03.11.1991 | 1,98 m  |         | Amicale Steinsel                      |
| 32      | Deutschland        | Samuel Jammal Schmedes     | 18.07.2000 | 2,02 m  |         | SC Rist Wedel                         |
| 12      | Deutschland        | David Leonard Trierscheidt | 17.03.2003 | 1,97 m  |         | TUS Brauweiler                        |
| 47      | Deutschland        | Max Dohmen                 | 29.01.1988 | 2,04 m  |         | RheinStars Köln                       |
| 90      | Deutschland        | Jannis von Seckendorff     | 15.10.2002 | 2,03 m  |         | Team Bonn/Rhöndorf                    |
| 3       | Deutschland        | Yannick Kneesch            | 29.03.1996 | 2,04 m  |         | Dragons Rhöndorf                      |
| 21      | Deutschland        | Elijah Joel Schmidt        | 06.11.1997 | 2,03 m  |         | Club Bàsquet Pardinyes                |
| 9       | Deutschland        | Florian Wendeler           | 05.10.1993 | 2,05 m  |         | VfL SparkassenStars Bochum            |

| Trainer     | Trainer          | Trainer      |
| Nat.        | Name             | Position     |
| ----------- | ---------------- | ------------ |
| Deutschland | Stephan Baeck    | Cheftrainer  |
| Deutschland | Katharina Arnold | Co-Trainerin |

| Legende              | Legende            |
| Abk.                 | Bedeutung          |
| -------------------- | ------------------ |
| (C)                  | Mannschaftskapitän |
| Quellen              |                    |
| Teamhomepage         |                    |
| Stand: 1. April 2022 |                    |

| Legende              | Legende            |
| Abk.                 | Bedeutung          |
| -------------------- | ------------------ |
| (C)                  | Mannschaftskapitän |
| Quellen              |                    |
| Teamhomepage         |                    |
| Stand: 1. April 2022 |                    |

### Wechsel 2021/2022
Zugänge: Valentin Blass (Bayer Giants Leverkusen), Jannis von Seckendorff (Team Bonn/Rhöndorf), Elijah Schmidt (Club Bàsquet Pardinyes), Samuel Jammal Schmedes (SC Rist Wedel), John Joseph Saigge (Cuxhaven Baskets/Eisbären Bremerhaven), Ay-Keen Richardson (Eintracht Frankfurt/Fraport Skyliners), David Leonard Trierscheidt (RheinStars-Nachwuchs), Darius Pervan (Telekom Baskets Bonn), Marley Jean-Louis (EPG Baskets Koblenz), Ron Mvouika (Amicale Steinsel)
Abgänge: Tibor Taras (BC Apollo Amsterdam), Karl Dia (ETV Hamburg), Bruno Albrecht (Dragons Rhöndorf), Viktor Frankl-Maus (Dragons Rhöndorf), Omar Nabil Krayem (Ziel unbekannt)

## Erfolge
- Meister 1. Regionalliga West: 2015, 2020
- Meister 2. Regionalliga West: 2014

## Trainer
| Amtszeit     | Name              |
| ------------ | ----------------- |
| 2013–12/2014 | Mario Kyriasoglou |
| 12/2014–2015 | Johannes Strasser |
| 2015–03/2017 | Arne Woltmann     |
| 03/2017–2017 | Matt Dodson       |
| 2017–2018    | Denis Wucherer    |
| 2018–2019    | Matt Dodson       |
| 2019–2021    | Johannes Strasser |
| 2021–02/2022 | Simon Cote        |
| 02/2022–     | Stephan Baeck     |

## Wichtige ehemalige Spieler
- Robin Christen
- Max DiLeo
- David Downs
- Alexander Foster
- Kavin Gilder-Tilbury
- Vincent Golson
- Bernd Kruel
- Marin Petrić
- Ali Sow
- Johannes Strasser
- Tibor Taras
- Benedict van Laack
- Tim van der Velde
- Andreas Wenzl